# Johann Karl von Schroeder
Johann Karl von Schroeder (* 17. April 1923 in Dresden; † 17. Juli 1998 in Berlin) war ein deutscher Archivar.

## Leben
Von 1948 bis 1954 studierte er an der Universität Münster (1954 erste juristische Staatsprüfung). Nach der Promotion zum Dr. iur. am 20. Dezember 1957 in Münster war er Leiter des Stadtarchivs Minden. Er war Archivdirektor am Geheimen Staatsarchiv Preußischer Kulturbesitz Berlin. Seit 1964 war er Mitglied der Historischen Kommission Westfalen.

## Schriften (Auswahl)
- Das Bergrecht des Fürstbistums Münster. In seiner Entwicklung und seinen Nachwirkungen. Ein Beitrag zur westfälischen Rechts- und Wirtschaftsgeschichte. Münster 1959, OCLC 721320568.
- Mindener Buchgewerbe. Buchdrucker, Buchbinder, Buchhändler und Verleger in Minden seit dem 16. Jahrhundert. Ein Beitrag zur Geistes- und Wirtschaftsgeschichte Westfalens. Minden 1966, OCLC 246088341.
- Minden und das Mindener Land in alten Ansichten. Minden 1971, OCLC 258024463.
- Das Mindener Domschatzinventar von 1683. Münster 1980, ISBN 3-402-05992-4.

| Personendaten    | Personendaten              |
| ---------------- | -------------------------- |
| NAME             | Schroeder, Johann Karl von |
| KURZBESCHREIBUNG | deutscher Archivar         |
| GEBURTSDATUM     | 17. April 1923             |
| GEBURTSORT       | Dresden                    |
| STERBEDATUM      | 17. Juli 1998              |
| STERBEORT        | Berlin                     |